# Daljinomjer
Daljinomjer je mjerni instrument za mjerenje udaljenosti između neke točke (cilj) i stajališta promatrača, koji se primjenjuje u geodeziji, navigaciji, vojnoj praksi za određivanje udaljenosti mete, pri fotografskim snimanjima i tako dalje. Danas postoji mnogo različitih vrsta daljinomjera, od jednostavnih do vrlo složenih.

## Vrste daljinomjera
Daljinomeri se svrstavaju se u dvije glavne skupine: optičke i elektroničke daljinomjere.

### Optički daljinomjer
Optički daljinomjer osniva se na rješavanju zamišljenoga paralaktičkog trokuta koji se proteže od instrumenta do cilja. Jedan kut trokuta vrlo je malen (paralaktički kut), a njemu nasuprot nalazi se i vrlo mala stranica, koja se naziva bazom i može se nalaziti na stajalištu promatrača ili na cilju. Daljinomjer s bazom na stajalištu ima dva objektiva s paralelnim osima, a njihov razmak tvori bazu opisanoga trokuta. U okularu se zato vide dvije slike cilja, koje se zakretanjem jednog objektiva stapaju u jednu, pa se tako mjeri i kut potreban za izračunavanje udaljenosti s pomoću jednostavnih trigonometrijskih jednadžbi. Daljinomjeru s bazom na cilju služi kao baza mjerna letva. Poravnanjem mjernih niti u okularu daljinomjera s vizurnim točkama na letvi, određen je istodobno i paralaktički kut, pa se može izračunati udaljenost. Optički daljinomjer, koji je danas izgubio mnogo na važnosti, malog je dosega mjerenja (od 100 do 200 metara) i male točnosti (relativna pogreška veća od 10–4). Osim opisanoga jednostavnog optičkog daljinomjera, u tu se skupinu uvrštavaju i interferometri, koji se ističu vrlo točnim mjerenjem (relativna pogreška 10–7).

### Elektronički daljinomjer
Elektronički daljinomjer osniva se na mjerenju vremena (impulsni daljinomjer) ili fazne razlike (fazni daljinomjer) nakon putovanja elektromagnetskog vala do cilja i natrag do daljinomjera. Većina tih daljinomjera (svi impulsni i mnogi fazni) svrstava se u elektrooptičke daljinomjere, jer rade s vidljivim i infracrvenim zračenjem (najčešće kao laserski uređaji), pa je nužna izravna optička povezanost s ciljem. U njih se ne ubrajaju jedino oni fazni daljinomjeri koji rade s mikrovalnim zračenjem.
Elektronički daljinomjeri općenito su velika dosega i srednje do visoke točnosti (od 10–4 do manje od 10–6). Oni su većinom automatizirani zahvaljujući primjeni računala, koje upravlja mjernim procesom i obavlja sve računske i kontrolne funkcije. Dostupni su i mali ručni laserski daljinomjeri s faznim načinom mjerenja i dosegom do stotinjak metara, prikladni za mjerenja u građevinama, na gradilištima i slično.
Osim daljinomjerima, veće udaljenosti određuju se danas i metodama satelitske geodezije (globalni položajni sustav ili GPS). Za podvodna mjerenja (određivanje dubine) služe ultrazvučni uređaji (sonar).

### Impulsni daljinomjer
Impulsni daljinomjer odašilje vrlo kratak impuls elektromagnetskog zračenja, koji se od reflektora na cilju odbija i vraća do daljinomjera. Na temelju vremena koje je impulsu potrebno da prijeđe put do cilja i natrag, određuje se udaljenost do cilja, a to je i način djelovanja radara. Iako je u načelu rad impulsnoga daljinomjera jednostavan, mjerenje je u konstruktivnom rješenju i tehničkoj izvedbi vrlo složeno. Razlog je tomu velika brzina širenja elektromagnetskih valova, pa je zbog toga i vrijeme putovanja potrebno mjeriti s vrlo velikom točnošću. Osim toga, na brzinu širenja impulsa utječe i sastav i nestabilnost atmosfere, a zbog divergencije snopa nastaju refleksi koji smanjuju točnost mjerenja. Tek je laserski impulsni daljinomjer omogućio mjerenje vrlo velikih udaljenosti s velikom točnošću. Tako je, na primjer, refleksijom na zrcalu koje su astronauti postavili na Mjesecu bila izmjerena udaljenost do Zemlje s nesigurnošću od samo 30-ak centimetara.

### Fazni daljinomjer
Fazni daljinomjer neprekidno (kontinuirano) odašilje elektromagnetske valove i ponovno ih prima nakon refleksije na cilju, a iz fazne razlike između odaslanog i povratnog vala određuje udaljenost do cilja. Fazna razlika mjeri se uspoređivanjem intenziteta, što se registrira fotoćelijom, koja svjetlosnu energiju pretvara u električnu. Kako je svjetlosni val prefino mjerilo za mjerenje udaljenosti, on je samo val nosilac, a za mjerenje služi val koji je moduliran tako da se valu nosiocu superponira val znatno veće valne duljine.